# Ian Thomson
Ian Thomson (ur. 13 kwietnia 1930 w Edynburgu, zm. 22 listopada 2014 tamże) – szkocki rugbysta grający na pozycji obrońcy, reprezentant kraju, kryciecista.
Urodził się jako drugi (obok Jima) syn Annie oraz Williego, prowadzącego sklep spożywczy w Haymarket. Uczęszczał do George Heriot's School, gdzie grał w rugby, krykieta oraz tenisa. Po ukończeniu Uniwersytetu Edynburskiego z dyplomem z matematyki pracował w Standard Life do emerytury, na którą przeszedł w roku 1990. Żonaty z Margaret, synowie Ian i David.
Na poziomie klubowym grał dla Heriot's Rugby Club, podczas służby w Royal Corps of Signals występował w Army Rugby Union, w meczach między prowincjami reprezentował natomiast Edinburgh District. W szkockiej reprezentacji zadebiutował – powołanie otrzymując, gdy w dniu meczu zachorował Tommy Gray – w niespodziewanie wygranym spotkaniu z Walijczykami, w których składzie znajdowało się jedenastu rugbystów British and Irish Lions. Szkoci w kolejnych czterech latach zaliczyli siedemnaście porażek z rzędu, toteż selekcjonerzy testowali na tej pozycji różnych zawodników, m.in. Neila Camerona. Thomson zatem w latach 1951–1953 w ramach Pucharu Pięciu Narodów rozegrał siedem testmeczów zdobywając kopami 27 punktów.
Był także utalentowanym kryciecistą. Grał w Heriot's Cricket Club i dwukrotnie jako rezerwowy znajdował się w meczowym składzie reprezentacji Szkocji. Uprawiał również golf w Duddingston Golf Club z handicapem wynoszącym w najlepszym okresie trzy.